# Liassaurus
Liassaurus huenei
Genre
Espèce
Liassaurus est un genre informel de dinosaures théropodes du Jurassique inférieur retrouvé en Europe. Membre probable des cératosaures, il est d'une taille estimée à 6 mètres de long. L'espèce-type, L. huenei, a été nommée par Samuel Welles, H. P. Powell et Stephan Pickering en 1995.
Le nom générique Liassaurus provient de « Lias », un autre nom donné au Jurassique inférieur. Le nom spécifique honore le paléontologue Friedrich von Huene.
Certains chercheurs affirment que Liassaurus pourrait être un synonyme de Sarcosaurus.